# Giải thưởng Nghệ thuật Baeksang lần thứ 60
Lễ trao giải Giải thưởng Nghệ thuật Baeksang lần thứ 60 (tiếng Hàn: 제60회 백상예술대상) được tổ chức tại COEX, Seoul vào ngày 7 tháng 5 năm 2024, lúc 17:00 (KST). Shin Dong-yup, Bae Suzy và Park Bo-gum đóng vai trò là người dẫn chương trình tại buổi lễ trao giải. Buổi lễ được phát sóng trực tiếp đồng thời tại Hàn Quốc trên các kênh JTBC, JTBC2, JTBC4 và ở những khu vực lãnh thổ khác bên ngoài Hàn Quốc trên nền tảng Prizm.
Là một lễ trao giải thường niên và danh giá nhất của Hàn Quốc, nhằm tôn vinh sự xuất sắc, những thành tựu trong trong lĩnh vực phim ảnh, truyền hình và sân khấu với sự sàng lọc, đánh giá nghiêm ngặt kỹ càng từ 60 vị giám khảo chuyên môn, chuyên gia trong ngành cùng với nhóm chuyên gia đại diện trong các lĩnh vực truyền hình, điện ảnh, sân khấu.
Các đề cử được công bố vào ngày 8 tháng 4 năm 2024 trên trang web chính thức của giải thưởng. Tất cả các tác phẩm phát hành trong khoảng thời gian từ ngày 1 tháng 4 năm 2023 đến ngày 31 tháng 3 năm 2024 đều đủ điều kiện để nhận được đề cử.

## Đề cử và đoạt giải

### Điện ảnh
Tác phẩm và người đoạt giải được liệt kê ở đầu danh sách và được in đậm.
| Daesang | |                                                                                         |
| - Kim Sung-su (đạo diễn) – 12.12: The Day | |                                                                                         |
| Phim điện ảnh xuất sắc nhất | Đạo diễn xuất sắc nhất |                                                                                         |
| - 12.12: The Day - Cú Máy Ăn Tiền - Đại hải chiến Noryang – Biển chết - Địa đàng sụp đổ - Exhuma: Quật mộ trùng ma | - Jang Jae-hyun – Exhuma: Quật mộ trùng ma - Kim Sung-su – 12.12: The Day - Kim Han-min – Đại hải chiến Noryang – Biển chết - Ryoo Seung-wan – Những kẻ buôn lậu - Um Tae-hwa – Địa đàng sụp đổ |                                                                                         |
| Đạo diễn mới xuất sắc nhất | Nam diễn viên chính xuất sắc nhất |                                                                                         |
| - Lee Jung-hong – A Wild Roomer - Kim Chang-hoon – Đường cùng - Park Young-ju – Bà thím báo thù - Jason Yu – Mộng Du - Cho Hyun-chul – The Dream Songs | - Hwang Jung-min – 12.12: The Day trong vai Chun Doo-gwang - Kim Yoon-seok – Đại hải chiến Noryang – Biển chết trong vai Yi Sun-sin - Lee Byung-hun – Địa đàng sụp đổ trong vai Yeong-tak - Jung Woo-sung – 12.12: The Day trong vai Lee Tae-shin - Choi Min-sik – Exhuma: Quật mộ trùng ma trong vai Kim Sang-deok |                                                                                         |
| Nữ diễn viên chính xuất sắc nhất | Nam diễn viên phụ xuất sắc nhất |                                                                                         |
| - Kim Go-eun – Exhuma: Quật mộ trùng ma trong vai Hwa-rim - Ra Mi-ran – Bà thím báo thù trong vai Kim Deok-hee - Yum Jung-ah – Những kẻ buôn lậu trong vai Um Jin-sook - Lee Hanee – Killing Romance trong vai Hwang Yeo-rae - Jung Yu-mi – Mộng Du trong vai Soo-jin                   | - Kim Jong-soo – Những kẻ buôn lậu trong vai Lee Jang-сhun - Park Geun-hyung – Picnic trong vai Jeong Tae-ho - Park Jeong-min – Những kẻ buôn lậu trong vai Jang Do-ri - Song Joong-ki – Đường cùng trong vai Chi-geon - Yoo Hae-jin – Exhuma: Quật mộ trùng ma trong vai Yeong-geun                                |                                                                                         |
| Nữ diễn viên phụ xuất sắc nhất | Nam diễn viên mới xuất sắc nhất |                                                                                         |
| - Lee Sang-hee – Tên tôi là Loh Kiwan trong vai Seon-ju - Kim Sun-young – Địa đàng sụp đổ trong vai Geum-ae - Yum Jung-ah – Alienoid 2: Đa chiều hỗn chiến trong vai Heug-seol - Yeom Hye-ran – Bà thím báo thù trong vai Bong-rim - Krystal Jung – Cú Máy Ăn Tiền trong vai Han Yu-rim | - Lee Do-hyun – Exhuma: Quật mộ trùng ma trong vai Bong-gil - Kim Seon-ho – The Childe trong vai Nobleman - Kim Young-sung – Big Sleep trong vai Ki-young - Joo Jong-hyuk – Iron Mask trong vai Kim Jae-woo - Hong Xa-bin – Đường cùng trong vai Yeon-gyu                                                           |                                                                                         |
| Nữ diễn viên mới xuất sắc nhất | Biên kịch xuất sắc nhất |                                                                                         |
| - Kim Hyung-seo – Đường cùng trong vai Hayan - Go Min-si – Những kẻ buôn lậu trong vai Go Ok-bun - Moon Seung-ah – The Hill of Secrets trong vai Myeong-eun - Oh Woo-ri – Hail to Hell trong vai Na-mi - Lim Sun-woo – Ms. Apocalypse trong vai Yoo-jin                                 | - Jason Yu – Mộng Du - Park Jung-ye – Killing Romance - Lee Ji-eun – The Hill of Secrets - Jang Jae-hyun – Exhuma: Quật mộ trùng ma - Hong In-pyo, Hong Won-chan, Lee Young-jong, Kim Sung-su – 12.12: The Day |                                                                                         |
| Thành tựu kỹ thuật xuất sắc nhất | Gucci Impact Award |                                                                                         |
| - Kim Byung-in (Âm thanh) – Exhuma: Quật mộ trùng ma - Lee Mo-gae (Quay phim) – 12.12: The Day - Jung Yi-jin (Chỉ đạo nghệ thuật) – Cú Máy Ăn Tiền - Jin Jong-hyun (VFX) – The Moon: Nhiệm vụ cuối cùng - Hwang Ho-kyun (SFX make-up) – 12.12: The Day                                  | - The Dream Songs - Greenhouse - The Hill of Secrets - Ms. Apocalypse - Bà thím báo thù | - The Dream Songs - Greenhouse - The Hill of Secrets - Ms. Apocalypse - Bà thím báo thù |

#### Phim điện ảnh giành nhiều giải thưởng nhất
Các bộ phim sau đây đã giành được nhiều giải thưởng nhất:
| Giải thưởng | Phim điện ảnh            |
| ----------- | ------------------------ |
| 4           | Exhuma: Quật mộ trùng ma |
| 3           | 12.12: The Day           |

#### Phim điện ảnh nhận được nhiều đề cử nhất
Các bộ phim sau đây đã nhận được nhiều đề cử nhất:
| Đề cử | Phim điện ảnh                     |
| ----- | --------------------------------- |
| 8     | Exhuma: Quật mộ trùng ma          |
| 7     | 12.12: The Day                    |
| 5     | Những kẻ buôn lậu                 |
| 4     | Bà thím báo thù                   |
| 4     | Địa đàng sụp đổ                   |
| 4     | Đường cùng                        |
| 3     | Cú máy ăn tiền                    |
| 3     | Đại hải chiến Noryang – Biển chết |
| 3     | Mộng du                           |
| 3     | The Hill of Secrets               |
| 2     | Tiễn biệt chồng yêu               |
| 2     | Ms. Apocalypse                    |
| 2     | The Dream Songs                   |

### Truyền hình
| Daesang | |
| - Moving (Disney+) - Kim Dong-shik, Im Wan-ho (Quay phim) – Whales and I (SBS) - Yoo Jae-suk | |
| Phim truyền hình xuất sắc nhất | Chương trình giải trí xuất sắc nhất |
| - Người yêu dấu (MBC) - Người mẹ tồi của tôi (JTBC) - Moving (Disney+) - Revenant (SBS) - Chút nắng ấm mỗi ngày (Netflix) | - Adventure By Accident 2 (MBC) - I Am Solo (SBS Plus, ENA) - The Community (Wavve) - A Clean Sweep (JTBC) - Pinggyego (DdeunDdeun) |
| Chương trình giáo dục xuất sắc nhất | Đạo diễn xuất sắc nhất |
| - Japanese Person Ozawa (KBS1 TV) - Whales and I (SBS) - Population Planning – Ultra-Low Birth Rate (EBS1 TV) - There Is No Sustainable Earth (KBS1 TV) - 1980, Lochon and Chauvel (KBS1 TV) | - Han Dong-wook – The Worst of Evil - Park In-je – Moving - Lee Myoungwoo – Boyhood - Lee Chang-hee – Nghịch lý kẻ sát nhân - Jung Ji-hyun – Khu vườn dối trá |
| Biên kịch xuất sắc nhất | Thành tựu kỹ thuật xuất sắc nhất |
| - Kang Full – Moving - Kim Eun-hee – Revenant - Bae Se-young – Người mẹ tồi của tôi - Lee Nam-gyu, Oh Bo-hyun, Kim Da-hee – Chút nắng ấm mỗi ngày - Lim Dae-hyung, Jeon Go-woon – LTNS | - Kim Dong-shik, Im Wan-ho (Quay phim) – Whales and I - Yang Ho-sam, Park Ji-won (Chỉ đạo nghệ thuật) – Revenant - Lee Seok-geun (Thiết kế phục trang) – Chiến Tranh Goryeo-Khitan - Lee Sung-kyu (VFX) – Moving - Ha Ji-hee (Chỉ đạo nghệ thuật) – The Matchmakers                                          |
| Nam diễn viên chính xuất sắc nhất | Nữ diễn viên chính xuất sắc nhất |
| - Namkoong Min – Người yêu dấu trong vai Lee Jang-hyun - Kim Soo-hyun – Queen of Tears trong vai Baek Hyun-woo - Ryu Seung-ryong – Moving trong vai Jang Ju-won - Yoo Yeon-seok – A Bloody Lucky Day trong vai Geum Hyeok-soo - Im Si-wan – Boyhood trong vai Jang Byeong-tae                      | - Lee Hanee – Hoa Nở Về Đêm trong vai Jo Yeo-hwa - Ra Mi-ran – Người mẹ tồi của tôi trong vai Jin Young-soon - Ahn Eun-jin – Người yêu dấu trong vai Yoo Gil-chae - Uhm Jung-hwa – Doctor Cha trong vai Cha Jeong-suk - Lim Ji-yeon – Khu vườn dối trá trong vai Chu Sang-eun                                |
| Nam diễn viên phụ xuất sắc nhất | Nữ diễn viên phụ xuất sắc nhất |
| - Ahn Jae-hong – Cô gái mang mặt nạ trong vai Joo Oh-nam - Ryu Kyung-soo – Di sản kỳ bí trong vai Kim Young-ho - Lee Yi-kyung – Marry My Husband trong vai Park Min-hwan - Lee Hee-joon – Nghịch lý kẻ sát nhân trong vai Song Chon - Ji Seung-hyun – Chiến Tranh Goryeo-Khitan trong vai Yang Gyu | - Yeom Hye-ran – Cô gái mang mặt nạ trong vai Kim Kyung-ja - Kang Mal-geum – Người mẹ tồi của tôi trong vai Jung Gum-ja - Shin Dong-mi – Chào mừng đến Samdal-ri trong vai Cho Jin-dal - Lee Jung-eun – A Bloody Lucky Day trong vai Hwang Soon-kyu - Joo Min-kyung – Behind Your Touch trong vai Bae Ok-hee |
| Nam diễn viên mới xuất sắc nhất | Nữ diễn viên mới xuất sắc nhất |
| - Lee Jung-ha – Moving trong vai Kim Bong-seok - Kim Yo-han – Nghịch lý kẻ sát nhân trong vai Roh Bin - Lee Si-woo – Boyhood trong vai Jeong Gyeong-tae - Lee Shin-ki – The Worst of Evil trong vai Seo Jong-ryeol - Lee Jong-won – Hoa Nở Về Đêm trong vai Park Soo-ho                            | - Jeon Yu-na – The Kidnapping Day trong vai Choi Ro-hee - Go Youn-jung – Moving trong vai Jang Hui-soo - Kim Hyung-seo – The Worst of Evil trong vai Lee Hae-ryeon - Lee Yi-dam – Chút nắng ấm mỗi ngày trong vai Min Deul-re - Lee Han-byeol – Cô gái mang mặt nạ trong vai Kim Mo-mi                       |
| Nam nghệ sĩ tạp kỹ xuất sắc nhất | Nữ nghệ sĩ tạp kỹ xuất sắc nhất |
| - Na Yeong-seok - Kian84 - Yoo Jae-suk - Calm Down Man - Tak Jae-hoon | - Hong Jin-kyung - Kim Sook - An Yu-jin - Lee Soo-ji - Jang Do-yeon |

#### Chương trình truyền hình giành nhiều giải thưởng nhất
Các chương trình truyền hình sau đây đã giành được nhiều giải thưởng nhất:
| Giải thưởng | Chương trình truyền hình |
| ----------- | ------------------------ |
| 3           | Moving                   |
| 2           | Cô gái mang mặt nạ       |
| 2           | Người yêu dấu            |

#### Chương trình truyền hình nhận được nhiều đề cử nhất
Các chương trình truyền hình sau đây đã nhận được nhiều đề cử nhất:
| Đề cử | Chương trình truyền hình  |
| ----- | ------------------------- |
| 7     | Moving                    |
| 4     | Người mẹ tồi của tôi      |
| 3     | Nghịch lý kẻ sát nhân     |
| 3     | Boyhood                   |
| 3     | Chút nắng ấm mỗi ngày     |
| 3     | Cô gái mang mặt nạ        |
| 3     | Người yêu dấu             |
| 3     | Revenant                  |
| 3     | The Worst of Evil         |
| 2     | A Bloody Lucky Day        |
| 2     | Hoa Nở Về Đêm             |
| 2     | Chiến Tranh Goryeo-Khitan |
| 2     | Khu vườn dối trá          |
| 2     | Whales and I              |

### Sân khấu kịch
| Baeksang Theater | |
| - Miin (sân khấu kịch) – To My Son (Phụ đề: Miok Alice Hyeon) - Park Company (sản xuất) – Waiting for Godot - Kim Poong-nyun (đạo diễn) – The Art of Fighting - Sansuyu (sân khấu kịch) – Forest - Cheongnyeondan (sản xuất) – Cost of Living                                               | |
| Diễn xuất xuất sắc nhất | Người mới xuất sắc nhất |
| - Kang Hae-jin (nữ diễn viên) – To My Son (Phụ đề: Miok Alice Hyeon) - Kim Yong-jun (diễn viên) – Cost of Living - Kim Eun-seok (diễn viên) – A New Movement in an Old Tradition – Blind - Lee Mi-sook (nữ diễn viên) – The Art of Fighting - Lee Ji-hye (nữ diễn viên) – Can I Forgive Her | - Lee Cheol-hee (đạo diễn) – A New Movement in an Old Tradition – Blind - Shinsegae (sân khấu kịch) – Real Estate of Superman - Shin Jin-ho (đạo diễn) – When Disaster Occurs on the Moon - Yangson (sân khấu kịch) – Blue Bird - Lee Dae-woong (đạo diễn) – The Two Gentlemen of Verona |

### Giải thưởng đặc biệt
Cuộc bỏ phiếu cho Prizm Popularity Award được tổ chức từ ngày 25 tháng 4, lúc 12:00 (KST) đến ngày 4 tháng 5, lúc 14:00 KST thông qua ứng dụng Prizm.
| - Kang Mal-geum - Go Min-si - Go Youn-jung - Kim Go-eun - Kim Sun-young - Kim Sook - Bibi - Ra Mi-ran - Moon Seung-ah - Shin Dong-mi - Ahn Eun-jin - Uhm Jung-hwa - Yum Jung-ah - Yeom Hye-ran - Oh Woo-ri | - Jeon Yu-na - Lee Sang-hee - Lee Soo-ji - Lee Yi-dam - Lee Jung-eun - Lee Ha-nee - Lee Han-byeol - Lim Sun-woo - Lim Ji-yeon - Jang Do-yeon - Krystal Jung - Jung Yu-mi - Joo Min-kyung - Hong Jin-kyung |

| - Kian84 - Kim Seon-ho - Kim Young-sung - Kim Yo-han - Kim Yoon-seok - Kim Jong-soo - Na Yeong-seok - Namkoong Min - Ryu Kyung-soo - Ryu Seung-ryong - Park Geun-hyung - Park Jeong-min - Song Joong-ki - Ahn Jae-hong - Yoo Yeon-seok - Yoo Jae-suk - Yoo Hae-jin | - Lee Do-hyun - Lee Byung-hun - Lee Si-woo - Lee Shin-ki - Lee Yi-kyung - Lee Jung-ha - Lee Jong-won - Lee Hee-joon - Im Si-wan - Jung Woo-sung - Joo Jong-hyuk - Ji Seung-hyun - Choi Min-sik - Calm Down Man - Tak Jae-hoon - Hong Xa-bin - Hwang Jung-min |

## Những người trao giải và trình diễn
Các cá nhân và nhóm sau đây, được liệt kê theo thứ tự xuất hiện, vai trò của họ được phân chia ra, có thể là người trao giải thưởng, trình diễn âm nhạc hoặc diễn kịch.

### Người trao giải
| Người trao giải               | Hạng mục | Nguồn |
| ----------------------------- | --- | ----- |
| Moon Sang-min và Roh Yoon-seo | Nữ diễn viên mới xuất sắc nhất – Phim truyền hình Nam diễn viên mới xuất sắc nhất – Phim truyền hình Diễn viên mới xuất sắc nhất – Sân khấu kịch |       |
| Jang Dong-yoon và Kim Si-eun  | Đạo diễn mới xuất sắc nhất – Phim điện ảnh Nữ diễn viên mới xuất sắc nhất – Phim điện ảnh Nam diễn viên mới xuất sắc nhất – Phim điện ảnh        |       |